# Frank van de Laar
Frank van de Laar (Laren (Noord-Holland), 1965) is een Nederlandse pianist. Frank van de Laar is Steinway-artist.

## Opleiding
Van de Laar begon met pianospelen toen hij tien jaar oud was. Hij studeerde piano aan het Sweelinck Conservatorium in Amsterdam bij Jan Wijn. Hij studeerde af in 1989 met de hoogste onderscheiding. Daarna studeerde hij verder bij Karl-Heinz Kämmerling in Hannover en bij Naum Grubert in Amsterdam. 

## Activiteiten
In 1988 debuteerde Van de Laar in de Grote Zaal van het Concertgebouw in Amsterdam. Sindsdien speelde hij als solist in de meeste landen van Europa, in Rusland en in India. Hij is ook hoofdvakdocent piano aan het conservatorium van Amsterdam en aan het ArtEZ Conservatorium in Arnhem en Zwolle.
Zijn repertoire gaat van Bach tot hedendaagse componisten. Hij is ook actief in de kamermuziek. Van de Laar heeft cd-opnamen en opnamen voor radio en televisie gemaakt.
Samen met de Spaanse pianiste Patricia de la Vega (eveneens afgestudeerd bij Jan Wijn) geeft hij al enkele jaren masterclasses tijdens het Stift Festival te Weerselo/Oldenzaal.

## Prijzen en onderscheidingen
In 1987 behaalde Van de Laar de derde prijs op het Internationale Brahms Concours in Hamburg. In 1988 won hij de eerste prijs op het Postbank-Sweelinckconcours voor Nederlandse pianisten. Hij won onder andere ook nog de Jacques Vonk Prijs in 1989, de Ronde Lutherse Kerk Prijs in 1990 en de prijs van de Slowaakse muziekkritiek in 1993.
- Bibliothèque nationale de France: cb16260258f (data)
- Gemeinsame Normdatei: 138966117
- International Standard Name Identifier: 0000 0001 0915 0118
- Library of Congress Control Number: no2003114508
- MusicBrainz: 450e5de0-93fa-4961-98b6-f0938cb6b592
- Système universitaire de documentation: 23438218X
- Virtual International Authority File: 73553358
- WorldCat: E39PBJbH3Qrp7QV8WwrfJW3WjC